# Carl Cox
Carl Cox (Manchester, 29. srpnja 1962.) britanski je glazbenik.

## Životopis
Carl Cox je poznati DJ, producent, umjetnik, remikser, radijski DJ. Također je i veleposlanik plesne glazbe. Svoju karijeru započeo je svirajući disco i puštajući ploče na svadbama kao i na zabavama koje je organizirao nogometni klub Sutton United, svirao je po raznim lokalnim warehousima i ilegalnim out-door partyjima u okolici Brightona. 
Znao je svirati po 8 sati bez ikakve novčane nadoknade. I sam kaže da su takvi underground partiji dokaz najveće ljubavi za glazbu i osjećaj zajednice jer tamo nema 'zvijezde večeri' i nitko od DJ-a ne očekuje previše.
Jedan je od rijetkih DJ-a koji je javno (za časopis Mixmag) rekao da je probao E i opisao to iskustvo: Bio je to prvi puta da sam probao E. Bilo je 10:30 ujutro, što je već vrlo kasno za party jer su ljudi već sjedili okolo, sa sunčanim naočalama na glavi, umorni ispijajući razna osvježavajuća pića. Tada je došao red na mene, nepoznatog DJ-a. Uspio sam vratiti 7,500 ljudi da plešu i vrište od sreće. Mislim da su tog dana čuli Lil' Louisov - French Kiss bar 6 puta. Imao sam 2 kopije te stvari, Doug Lazy-ev - Let it roll i 3 gramofona.
Kada je rave u Engleskoj počeo umirati, Cox se vratio house korijenima da bi pokazao kako cijeni glazbu, na flyerima, kada je svirao, pojavio se natpis: 'Carl Cox - house set'. 
Uspon mu počinje 1996. godine lansiranjem vlastite Worldwide Ultimatum etikete, te izdavanjem samo-produciranog albuma At The End Of The Cliche na koji je skupio svoje 18-godišnje iskustvo. Trebalo mu je preko dvije godine da bi zasjeo na 22. mjesto britanske top liste. 
Paralelno stvara managersku tvrtku, Ultimate Music Management, koja pod njegovim vodstvom okuplja ljude od struke: Josh Winka, Laurent Garniera i Judge Julesa. Pojavljuje se na Top Of The Pops i 1996. godine dodijeljena mu je drugu godinu zaredom internacionalna nagrada za najboljeg DJ-a godine. Muzik Magazine okrunjuje ga istom nagradom (DJ Of The Year) po izboru čitatelja, a istu osvaja i u Škotskoj, Irskoj, Francuskoj i Njemačkoj. Pojavljuje se na naslovnicama najčitanijih engleskih glazbenih časopisa uključujući Mixmag, DJ Magazine i Wax, te postaje dio prestižnog Kiss FM-a gdje subotom ima svoju emisiju Ultimate Mix. 
Slušatelji su ga izabrali za najboljeg DJ-a i miksera godine (DJ Mixer Of The Year). Održavajući stalne turneje, svirajući po cijeloj Britaniji i Europi, nedavno je očarao publiku i u Izraelu, Južnoafričkoj Republici, Japanu i Australiji. Pojavio se i na legendarnom berlinskom Love Paradeu svirajući na glavnom partiju ispred više od 80,000 ljudi. Čest je gost poznatog Maydaya. Nastavlja svirati po najpoznatijim britanskim klubovima kao što su: Slam, Cream, Lakota i Ministry Of Sound. 
Čest je gost i u Pete Tongovom Essential Mix Show-u na BBC-evom Radiu 1 u kojem je svirao za doček 2000. godine - tj. bio je prenošen uživo njegov set iz Honolulua (Hawaii).
Potpisavši za američki Moonshine Music 1996. godine, njegova glazba je po prvi puta bila dostupna na drugoj strani Atlantika. Izdaje vrlo uspješnu miksanu kompilaciju F.A.C.T., prodanu u preko 70,000 primjeraka samo u Britaniji. Uskoro slijedi isto tako dobar nastavak F.A.C.T. 2. Nerijetko u svojim setovima koristi i 4 gramofona. Poput Jeff Millsa i još nekih, izdaje na vinilima samo matrice s ritmovima i sekvencama koje kasnije vrlo vješto koristi u svojim setovima.

## Vanjska poveznice
- Službena stranica